# Naditec

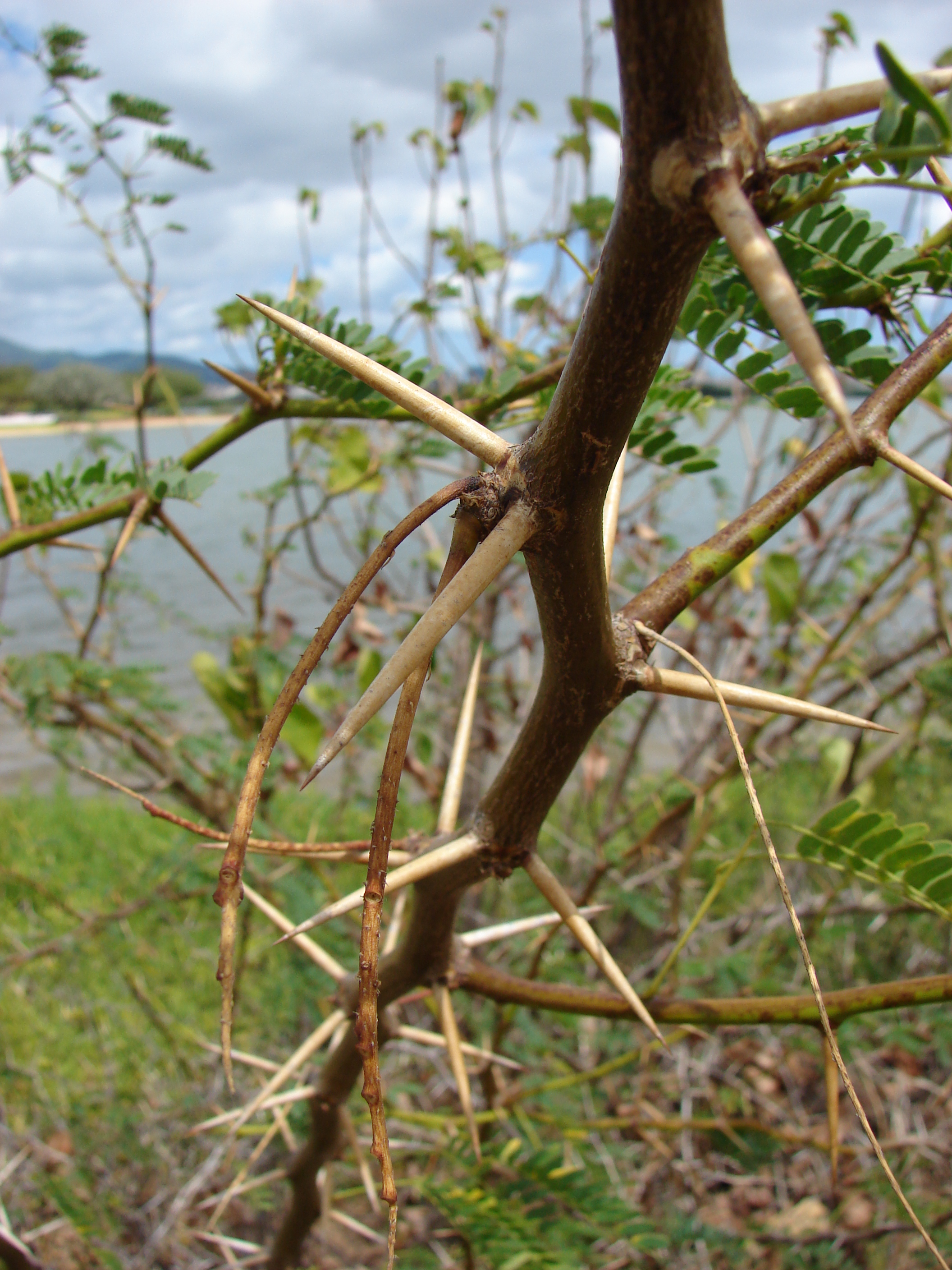
Trnitá větévka naditce Prosopis juliflora

Naditec (Prosopis) je rod rostlin z čeledi bobovité. Zahrnuje asi 49 druhů, pocházejících zejména z Jižní Ameriky, v menší míře i v tropech a subtropech Starého světa. Naditce jsou dřeviny s dvakrát zpeřenými listy a s hustými klasy drobných žlutých květů s dlouhými tyčinkami. Často jsou výrazně trnité. Mají poměrně široké místní využití a jsou vysazovány i v jiných oblastech tropů a subtropů.

## Popis
Naditce jsou stromy a keře s dvakrát zpeřenými listy. Na listech jsou přítomna extraflorální nektária v podobě žlázek. Rostliny mají často výrazné párové trny, vzniklé přeměnou palistů podobně jako u akátu.
Květy jsou nejčastěji žluté, uspořádané v hustých klasech nebo hlávkách. Kalich je zvonkovitý, z 5 lístků. Koruna je složená z 5 na bázi více méně srostlých korunních lístků. Tyčinek je 10 a jsou mnohem delší než koruna. Semeník obsahuje mnoho vajíček. Plody jsou nepukavé, zploštělé nebo válcovité, s přehrádkami mezi semeny.

## Rozšíření
Rod naditec zahrnuje asi 49 druhů. Nejvíce druhů se vyskytuje v jižních oblastech Jižní Ameriky od jižní Brazílie a Bolívie po Chile a Argentinu, menší centrum druhové pestrosti je v Andách v Peru, Kolumbii a Ekvádoru. Celkem 7 druhů se vyskytuje v oblasti Mexika a jz. USA. Ve Starém světě je rod zastoupen celkem 4 druhy. Největší areál má naditec Prosopis farcta, rozšířený od severní Afriky přes Arábii po Střední Asii a Indický subkontinent, a naditec africký (P. africana), který se vyskytuje v rovníkové subsaharské Africe a Arábii.
Naditce jsou všeobecně rychle rostoucí a vůči suchu odolné dřeviny, rostoucí vesměs na chudých či zasolených půdách v sušších až suchých oblastech. Je rozšířen od tropů po teplé oblasti mírného pásu. Některé tropické i subtropické druhy jsou již dlouho vysazovány i v jiných částech světa. Zdomácněly ve východní a jižní Africe i v oblasti Sahelu, v Pákistánu a Indii, v Brazílii a Austrálii. První údaj o vysazení v africkém Senegalu je z roku 1822. V některých oblastech se staly invazními rostlinami.

## Zástupci
- naditec africký (Prosopis africana)
- naditec bílý (Prosopis alba)
- naditec bledý (Prosopis pallida)
- naditec čilský (Prosopis chilensis)
- naditec jehnědokvětý (Prosopis juliflora)
- naditec pýřitý (Prosopis pubescens)
- naditec tamarugo (Prosopis tamarugo)[5][6]

## Význam
Ze sušené dužniny plodů naditců vyráběli domorodí indiáni v oblasti Sonorské pouště mouku. V severní Argentině je takto naditec využíván dodnes. Mouka má omezenou výživnou hodnotu, neboť neobsahuje škrob. Dužnina plodů některých druhů je jedlá, pojídá se čerstvá, sušená nebo vařená nebo se z ní připravuje víno. Plody s jedlou dužninou mají např. druhy naditec jehnědokvětý (P. juliflora), naditec bílý (P. alba), naditec čilský (P. chilensis), naditec pýřitý (P. pubescens) a P. spicigera. V některých oblastech jsou naditce důležité pícniny nebo medonosné rostliny. Lusky některých jihoamerických druhů slouží jako zdroj tříslovin.
Různé druhy naditců mají celkem široké využití jako zdroj dřeva, gumy a barviva, jako stínící a okrasné dřeviny a jsou využívány i v místní medicíně.